# Jean-Daniel Schoepflin
Jean-Daniel Schoepflin, né le 6 septembre 1694 à Sulzburg (margraviat de Bade-Durlach) et mort le 7 août 1771 à Strasbourg, est un historien et bibliophile, badois par son père, alsacien par sa mère et strasbourgeois d'adoption, qui fut professeur d'histoire et d'éloquence latine à l'université de Strasbourg, conseiller et historiographe du roi Louis XV. Ses publications sur l'histoire de l'Alsace et des régions alentour, ainsi que son travail de généalogiste princier lui firent acquérir une renommée européenne qui participa à l'« âge d'or » universitaire de Strasbourg au XVIIIe siècle. Auteur de L'Alsace illustrée, l'un des plus importants ouvrages de l'histoire alsacienne, il est l'un des fondateurs de la méthode historique moderne.

## Biographie

### Enfance et formation

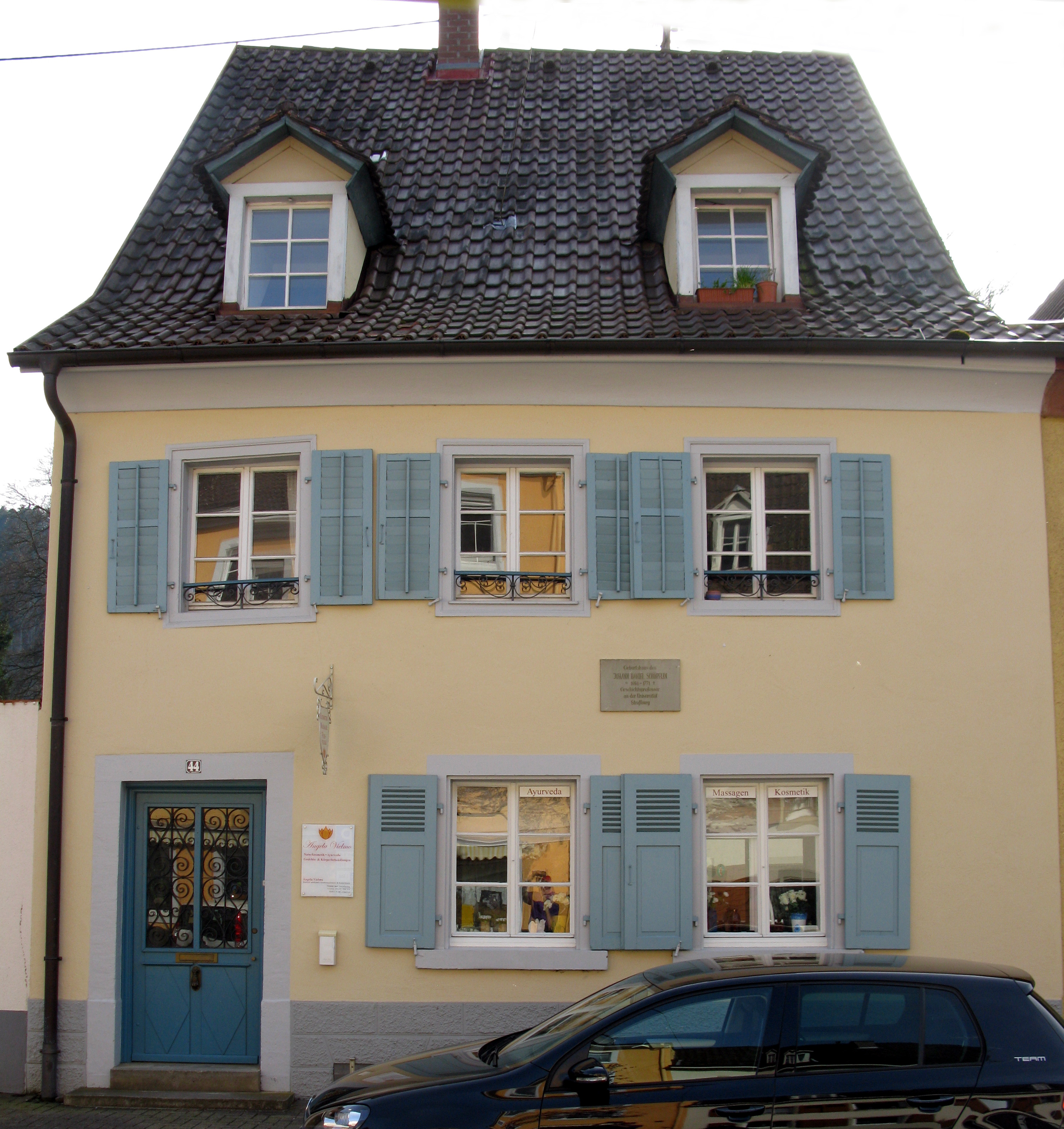
Maison natale à Sulzburg

Jean Daniel Schoepflin est né le 6 septembre 1694 à Sulzburg, petite ville du margraviat de Bade-Durlach. Son père, bourgmestre, avait épousé en 1692 à Colmar Anne-Catherine Bardolle, issue d'une famille réformée de Sainte-Marie-aux-Mines, et dont le père était maire de Riquewihr. Jean-Daniel a six frères et sœurs, Jean-Frédéric notamment, qui fut imprimeur à Luttenbach, près de Colmar, et imprima l'Alsatia illustrata en 1751 et 1761. Resté célibataire, Jean-Daniel menant une vie « calme et simple », confia à sa sœur Sophie-Élisabeth le soin de sa maison. Elle lui survécut quelques années et hérita de ses biens.
En 1709, à l'âge de treize ans, le jeune Schoepflin commence ses études universitaires à Bâle où son père s'était installé, puis, à partir de 1711, étudie également la théologie à l'université luthérienne de Strasbourg, car son père avait obtenu un poste de receveur d'église à Riquewihr et souhaitait le voir devenir pasteur. Mais Jean-Daniel se passionne pour l'histoire de l'Antiquité, ainsi que pour la langue et la littérature latines.

### Travaux et voyages
En 1720, à 26 ans seulement, il obtient la chaire d'histoire et de rhétorique de l'université de Strasbourg et acquiert vite un grand renom. Plusieurs universités, celles de Francfort-sur-l'Oder, d'Uppsala, de Leyde, ainsi que l'Académie impériale de Saint-Pétersbourg lui proposent des postes, qu'il refuse car il tient à rester à Strasbourg. Il noue ses premiers contacts avec la cour de Versailles à l'occasion du mariage de Louis XV avec Marie Leczinska, célébré à Strasbourg en 1725.
Il effectue un séjour de plusieurs mois en Italie, dont il explore les nombreux trésors archéologiques, en particulier à Rome, ce qui lui permet de nouer des amitiés parmi de nombreux savants et hommes d’influence. À son retour, en 1728, il prend les fonctions de chanoine de Saint-Thomas et commence une importante collection de manuscrits et d'ouvrage historiques et philologiques.
Il fait plusieurs séjours à Lunéville où il est apprécié de Stanislas Leczinski, beau-père de Louis XV.
Comme il excelle à reconstituer les généalogies confuses ou conjecturales, il obtient un grand succès auprès de l'empereur Charles VI auquel il est présenté à Vienne en 1738. Ce monarque est en effet un grand amateur de tout ce qui a trait aux questions des généalogies princières et se montre particulièrement intéressé par les développements de Schoepflin qui permettent de remonter à l'origine de la maison des Habsbourg bien au-delà de Gérard d'Alsace, jusqu'aux temps mérovingiens, avec le duc Étichon d'Alsace, même si cette parenté est aujourd'hui contestée.
À l'occasion des 300 ans de l'imprimerie, il publie, en 1740 et 1741, deux traités où il revendique pour Gutenberg et Strasbourg (où celui-ci avait temporairement séjourné) l'invention des caractères mobiles.
Vers cette même époque, Schoepflin commence à constituer l'œuvre qui l'a fait passer à la postérité : par un remarquable travail de collecte d'informations, parcourant les bibliothèques et les archives, il publie, en 1751, après dix ans d'efforts, le premier volume de L'Alsace Illustrée et le présente au roi Louis XV. Obtenant la protection de celui-ci, Schoepflin, et avec lui l'université de Strasbourg, attirent alors beaucoup de fils de nobles maisons de toute l'Europe centrale et du Nord, qui venaient à Strasbourg faire, sous sa direction, leurs études de droit public, ce qui contribue à donner à Strasbourg un renom d'hospitalité et de mouvement intellectuel. Goethe est ainsi l'un de ses élèves en 1770-1771. Dans Dichtung und Wahrheit le poète brosse le portrait littéraire de son maître.
En 1761 paraît le deuxième volume de L'Alsace Illustrée, puis en 1767 L'Alsace diplomatique, un recueil de chartes ayant servi à l'œuvre précédente.

### À l'université luthérienne de Strasbourg
Le rayonnement de son enseignement à l'université luthérienne a beaucoup contribué à attirer des étudiants étrangers, nobles le plus souvent. Les cours étaient donnés en latin, mais les étudiants pouvaient demander des cours privés en français ou en allemand, les professeurs étant tous trilingues. Ainsi Goethe, étudiant à Strasbourg en 1770-1771, repart sans avoir appris le français – son but à l'origine. Schoepflin fonde une école historique de tout premier plan et Diderot, dans son Encyclopédie, cite à plusieurs reprises ses travaux comme ouvrages de référence. Mais Voltaire ne l'apprécie guère, et réciproquement. Schoepflin forme plusieurs disciples historiens, dont Christophe-Guillaume Koch, Jérémie Jacques Oberlin – le frère du célèbre pasteur – et le Colmarien Christian Pfeffel. Très ouvert aux catholiques dans le domaine historique, il noue des contacts avec les trois premiers princes-évêques de Rohan et forme l'historien catholique Philippe Grandidier (1752-1787).

### Historiographe du roi
Ses nombreux séjours à Paris lui ont permis d'intensifier ses contacts avec la cour royale de Versailles. Ainsi, il obtient en 1740 le titre envié d'« historiographe du roi », ce qui le soumet à la censure royale – aucun livre ne pouvant alors être publié en France sans avoir la permission de la censure, qui était très officielle. Voltaire et Beaumarchais s'en plaignent. En particulier Schoepflin devait être prudent sur l'appartenance de l'Alsace à l'Empire avant son « rattachement » (terme officiel) à la France par Louis XIV. Dans le tome II de son Alsatia illustrata (Alsatia francica, germanica et gallica), il parle très peu de la cathédrale de Strasbourg et de son chapitre, car l'architecture « gothique » de cette construction, considérée comme germanique, déplaisait et ne devait donc pas être présentée comme une œuvre d'art. Dans le tome I, qui porte sur la période celtique et romaine, il a pu s'exprimer librement, mais son traducteur, Louis Ravenez, l'a fortement contesté en 1848 pour la période romaine.
Grâce à ses relations versaillaises, Schoepflin réussit en 1751 à faire échouer la tentative du prêteur royal François-Joseph de Klinglin de remettre en question le caractère luthérien de l'université de Strasbourg en y faisant nommer des professeurs catholiques, et en 1752, il contribue à l'arrestation de Klinglin, coupable de graves malversations financières.

### La première école diplomatique
Schoepflin participe à plusieurs reprises à des négociations diplomatiques, en particulier entre l'évêque de Strasbourg et la Cour impériale (1738), entre la ville de Bâle et le margrave de Bade-Durlach (1756), ainsi qu'entre la France et ce même prince (1762).
En 1752, il fonde l'Institutum historico-politicum (Europäische Staatsschule), connu sous le nom d'« École diplomatique de Strasbourg », et destiné à former les élites européennes. Cette fondation est soutenue à Versailles par le ministre Choiseul. Le chancelier Metternich y fut étudiant. Jusqu'à la Révolution, cette institution constitue un centre unique en France de formation à la diplomatie. À la fin de sa vie, la plupart des princes germaniques en place ont été ses anciens étudiants. Schoepflin a rédigé une Alsatia diplomatica publiée en deux volumes à Mannheim en 1772 et 1775.

### Bibliophile et conservateur du patrimoine
Grand amateur de livres, Schoepflin constitue une bibliothèque privée qui réunissait environ 10 000 volumes, principalement à caractère historique et crée également un musée archéologique. En 1765 il fait don de ces collections à la ville de Strasbourg, mais celles-ci sont détruites lors de la guerre de 1870.

### Décès et funérailles

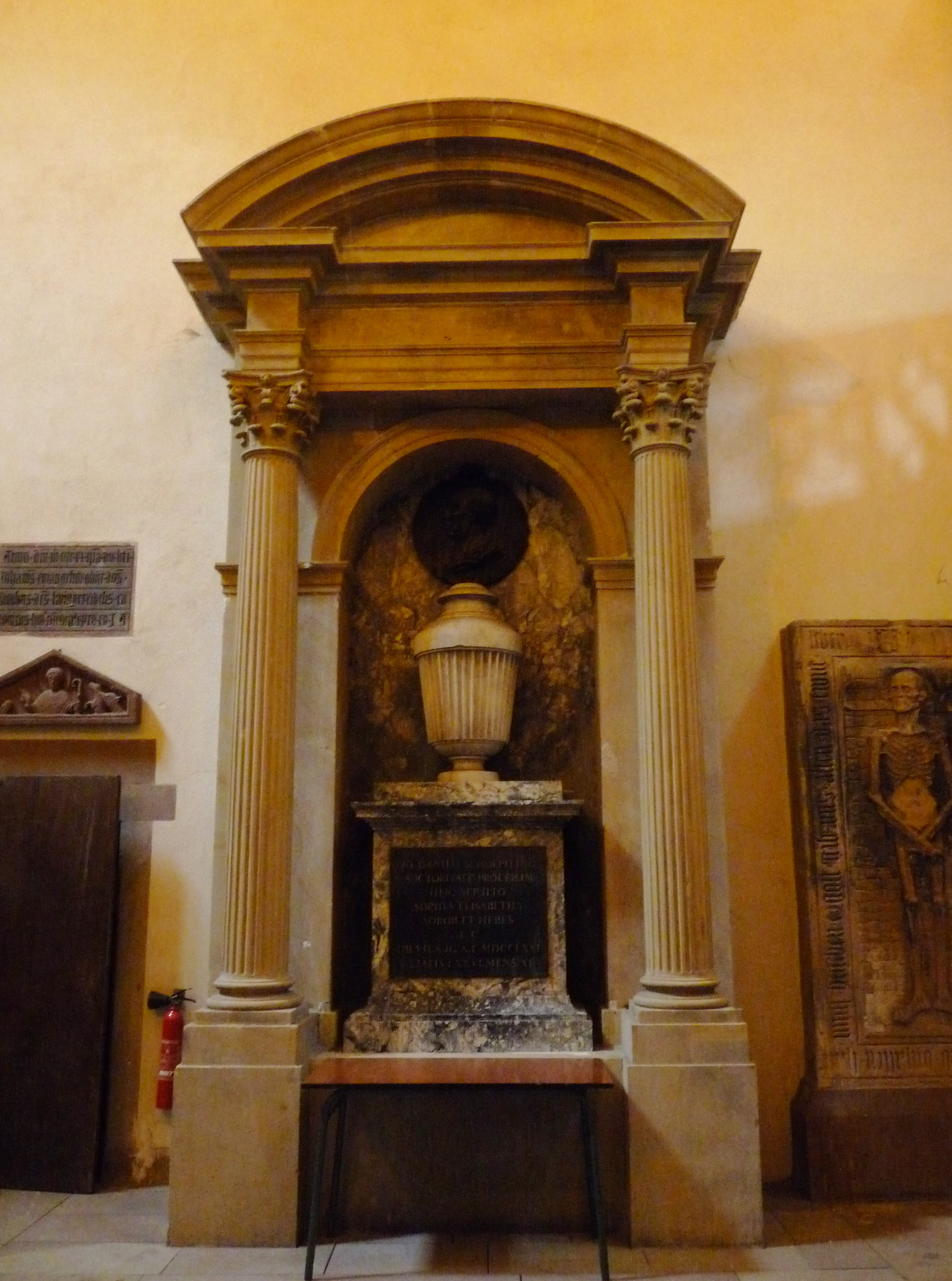
Monument funéraire à l'église Saint-Thomas de Strasbourg

Schoepflin meurt le 7 août 1771 à Strasbourg, sans avoir pu exécuter son Alsace sacrée et son Alsace littéraire.
L'église Saint-Thomas de Strasbourg abrite son monument funéraire. Au centre d'un ensemble architectural en grès, une grande urne sépulcrale en marbre blanc repose sur un piédestal orné du portrait de Schoepflin, entre deux colonnes corinthiennes cannelées surmontées d'un fronton circulaire. Le médaillon est l'œuvre du sculpteur Jean-Baptiste Pertois (1733-1812).

## Œuvres
L'œuvre principale de Schoepflin est incontestablement l'Alsace Illustrée en deux volumes, associé à l'Alsace diplomatique, tous deux écrites en latin. Par son exhaustivité et la rigueur de ses démonstrations, elle constitue la plus importante compilation de données sur l'histoire alsacienne et reste aujourd'hui une référence, même si des découvertes postérieures ont permis d'en contester ou compléter certaines parties :
- 1751 : Alsatia illustrata Celtica Romana Francica (volume 1)
- 1761 : Alsatia illustrata Germanica Gallica (volume 2)
- 1767 : Alsatia diplomatica : t. 1 (1772) ; t. 2 (1775)

Une traduction en 5 volumes de l'Alsatia Illustrata a été réalisée par Ravenez au milieu du XIXe siècle :
- ???? : L'Alsace illustrée ou recherche sur l'Alsace pendant la domination des Celtes, des Romains, des Francs, des Allemands et des Français - Tome 1
- 1849 : L'Alsace illustrée ou recherche sur l'Alsace pendant la domination des Celtes, des Romains, des Francs, des Allemands et des Français - Tome 2: L'Alsace sous les romains, monuments de cette période, Mulhouse, François Perrin, libraire-éditeur
- 1851 : L'Alsace illustrée ou recherche sur l'Alsace pendant la domination des Celtes, des Romains, des Francs, des Allemands et des Français - Tome 3: Monuments romain, l'Alsace sous les Francs, Mulhouse, François Perrin, libraire-éditeur
- 1851 : L'Alsace illustrée ou son histoire sous les empereurs d'Allemagne - Tome 4: L'Allemagne germanique, l'histoire des seigneuries, Mulhouse, François Perrin, libraire-éditeur
- 1852 : L'Alsace illustrée ou son histoire sous les empereurs d'Allemagne - Tome 5: Villes impériales, généalogies, Mulhouse, François Perrin, libraire-éditeur

Autres œuvres :
- 1754 : Vindiciae celticae, en latin, "recherches sur les origines celtiques"
- 1763-1766 : Historia zäringo-badensis, en latin et en 7 volumes, "l'histoire de la maison Zœhringen"

Schoepflin a aussi contribué au Dictionnaire des Gaules, édité par Jean-Joseph Expilly.

## Distinctions
Professeur strasbourgeois le plus connu de son temps, il est élu membre de la Royal Society  de Londres (1728), de l'Académie des inscriptions et belles-lettres (1729), de l'Académie de Cortone (1737), de l'Académie impériale de Saint-Pétersbourg (1741), de l'Académie de Besançon (1757) et de l'Académie de Göttingen (1764).

## Hommages
À Strasbourg, le quai Schoepflin et l'Espace Schoepflin (un centre médico-social, un gymnase, une école maternelle, une école élémentaire, une cantine scolaire et un parking souterrain) témoignent de sa notoriété.